# Alberto Lattuada
Alberto Lattuada (ur. 13 listopada 1914 w Mediolanie, zm. 3 lipca 2005 w Rzymie) – włoski reżyser, scenarzysta, krytyk i producent filmowy. Zadebiutował w 1943 roku filmem fabularnym Jakub idealista. Po wojnie był jednym z czołowych twórców neorealizmu w kinie włoskim. W 1950 roku pomógł Federico Felliniemu w debiucie filmowym realizując wspólnie z nim film fabularny Światła variété. Późniejsza twórczość Lattuady miała charakter eklektyczny. Ostatnim zrealizowanym przez niego filmem kinowym był Cierń w sercu (1986).

## Biografia i twórczość

### Dzieciństwo i młodość
Alberto Lattuada urodził się jako syn kompozytora Felice Lattuady. Wcześnie zetknął się ze sztuką obserwując realizacje spektakli teatralnych, realizowane przez ojca dla La Scali
Bardziej od La Scali uwagę jego przyciągała jednak publiczność kinowa. Zanim ukończył studia na wydziale architektury, pisał i publikował opowiadania i wiersze. Później odkrył w sobie zamiłowanie do kina. W latach 30. organizował przeglądy filmowe, zaczął wyszukiwać i gromadzić kopie filmów przeznaczonych do kasacji. Jego zasługą było ocalenie takich dzieł jak: Szalone żony Ericha von Stroheima (1921), Brzdąc Charlie Chaplina, Lulù Georga Wilhelma Pabsta (1929) i Błękitny anioł Josefa von Sternberga (1930) oraz niektórych filmów Fritza Langa i René Claira. Wspólnie z Mario Ferrarim i Giannim Comencinim, bratem reżysera Luigiego Comenciniego, położył podwaliny pod Filmotekę Włoską (Cineteca Italiana) w Mediolanie.
W 1933 roku zrealizował scenografię dla filmu krótkometrażowego Cuore rivelatore Alberta Mondatoriego. Zaczął recenzować filmy dla Libro e Moschetto. Założył periodyk Camminare. Razem z Luigim Comencinim należał do grupy antyfaszystów, skupionych wokół czasopisma Corrente. Jego determinacja, aby w przededniu przystąpienia Włoch do II wojny światowej zorganizować pokaz filmów, w tym z zakazanym, antywojennym dziełem Jeana Renoira Towarzysze broni sprawiła, że popadł w kłopoty z policją.

### Lata 40.
W latach 40. współpracował z takimi twórcami jak Mario Baffico i Ferdinando Maria Poggioli. Dla zrealizowanego przez tego ostatniego filmu Tak, proszę pani (Sissignora, 1941) napisał (wspólnie z reżyserem i innymi autorami) scenariusz. Razem z Mariem Soldatim napisał scenariusz do filmu Piccolo mondo antico (1941). W tym samym roku opublikował album fotograficzny Kwadratowe oko (L'occhio quadrato), który świadczył o plastycznym głównie charakterze jego filmowo-fotograficznych zainteresowań. W 1943 roku zadebiutował filmem fabularnym Jakub idealista, do którego napisał również, wspólnie z dwoma innymi autorami, scenariusz. Ekranizacja powstała w oparciu o powieść XIX-wiecznego pisarza lombardzkiego, Emilia De Marchi. Film ten był zarazem debiutem Carla Pontiego jako producenta filmowego oraz Mariny Berti jako aktorki.
Zmuszony do ukrywania się w Rzymie z powodu swojej antyfaszystowskiej działalności w Mediolanie zdołał tylko nakręcić, już po wyzwoleniu w 1944 roku, swój drugi film, La freccia nel fianco, będący podobnie jak debiut, adaptacją literacką.

### Okres powojenny

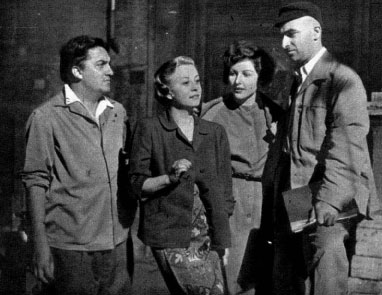
Federico Fellini, Giulietta Masina, Carla Del Poggio i Alberto Lattuada

Po wojnie zrealizował krótkometrażowy film dokumentalny La nostra guerra, po czym stał się jednym z czołowych twórców neorealizmu realizując takie filmy jak: Bandyta  (Il bandito, 1946), Bez litości (Senza pietà, 1948), Młyn na Padzie (Il mulino del Po, 1949) i Wilczyca (La lupa, 1952).
W 1946 roku, po zrealizowaniu Bandyty, rozpoczął współpracę z popularnym komikiem Aldo Fabrizim. To Fabrizi przedstawił Lattuadę młodemu Federico Felliniemu, co zaowocowało ich współpracą. Pracowali razem nad scenariuszem do filmu Zbrodnia Giovanniego Episcopo, opartym na powieści Giovanni Episcopo D’Annunzia, który Lattuada nakręcił pod koniec 1946 roku. Okazją do ich ponownej współpracy stała się adaptacja powieści Młyn na Padzie Riccarda Bacchellego do filmu pod tym samym tytułem, który odniósł sukces w oczach zarówno krytyki jak i publiczności.
Anegdoty Fabriziego w dużej mierze stały się kanwą filmu Światła variété z 1950 roku, do którego Lattuada i Fellini wspólnie napisali scenariusz i wspólnie wyreżyserowali i w którym wystąpiły ich żony, Giulietta Masina i Carla Del Poggio. Dzieło zostało dobrze przyjęta, ale Lattuada w trakcie jego realizacji wydał wszystkie środki, więc przyjął propozycję Dina De Laurentiisa żeby wyreżyserować kolejny film, Anna z Silvaną Mangano. Film cieszył się powodzeniem, zdobywając popularność również w Ameryce, a zdobyte w wyniku jego sukcesu dochody, umożliwiły Lattuadzie realizację filmu Płaszcz, powszechnie uważanego za najlepszy w jego dorobku, będący adaptacją opowiadania Gogola pod tym samym tytułem, dostosowanego do włoskich realiów; w ekranizacji wyróżnił się kolejny popularny włoski komik, Renato Rascel.
Po realizacji filmu Na plaży (1954) Lattuada poświęcił się mniej lub bardziej komercyjnym przedsięwzięciom, sięgając od czasu do czasu do adaptacji literackich, takich jak anglojęzyczna Burza nad stepem (1958), nakręcona na podstawie opowiadania Puszkina Córka kapitana, czy Przyjdź do nas na kawę (1970), której kanwą stała się współczesna włoska powieść Piero Chiary. Najlepszym jego filmem nakręconym w latach 60. był Człowiek mafii  (1962), w którym jedną ze swych najwybitniejszych ról zagrał Alberto Sordi. Stworzył on postać nieszczęśliwego urzędnika, który w zamian za korzyści rodzinne stał się tytułowym człowiekiem mafii, wykonującym zlecenie zabójstwa w Nowym Jorku.

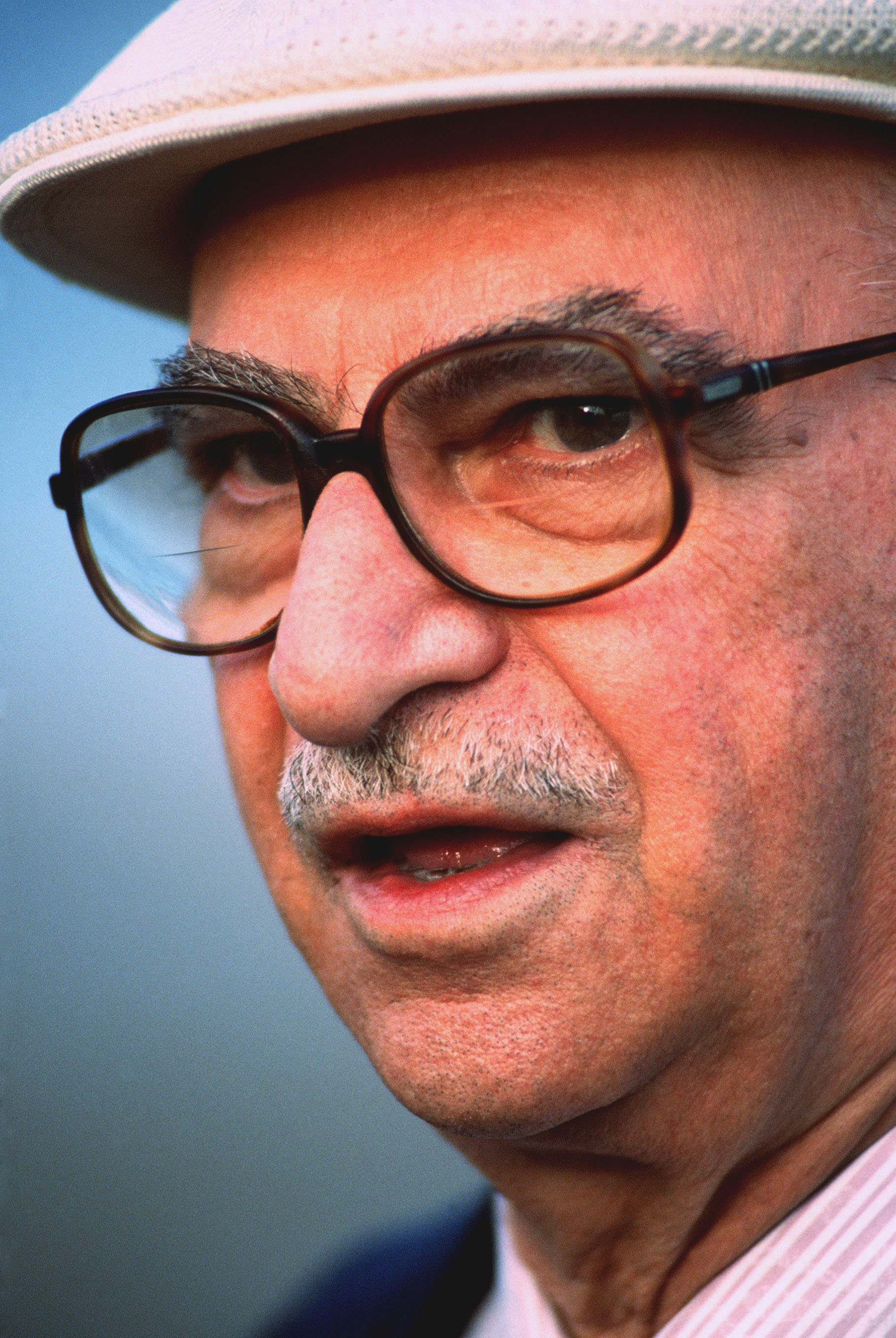
Lattuada na 48. MFF w Wenecji (1991).

W trakcie swojej kariery Lattuada wyróżnił się również jako ten reżyser, który zwracał uwagę na swoich aktorów, potrafiąc wydobyć to, co najlepsze z ich gry aktorskiej. Był również uważany za odkrywcę talentów, zwłaszcza młodocianych aktorek jak: Jacqueline Sassard w filmie Guendalina (1957) czy Catherine Spaak w filmie Słodkie kłamstwa (1960); to w związku ze Spaak ukuł termin „nimfetka”, wprowadzony później do powszechnego użycia.
W latach 80. Lattuada poświęcił się głównie produkcji telewizyjnej, realizując popularny serial  Krzysztof Kolumb (1985) i miniserial Due fratelli (1987). Zasiadał w jury konkursu głównego na 47. MFF w Wenecji (1990). W 1994 wystąpił po raz ostatni jako aktor, grając rolę odpychającego biznesmena w filmie Il toro Carla Mazzacuratiego. Zmarł po długiej chorobie w swoim domu na wsi pod Rzymem.

## Życie prywatne
2 kwietnia 1945 roku ożenił się z Carlą Del Poggio. Byli małżeństwem aż do jego śmierci. Mieli dwoje dzieci.

## Odznaczenia
27 kwietnia 1987 roku Prezydent Republiki Włoskiej Sandro Pertini uhonorował Alberta Lattuadę Orderem Zasługi Republiki Włoskiej w klasie II: Wielki oficer (Grande Ufficiale).
2 czerwca 1995 roku Prezydent Republiki Włoskiej Francesco Cossiga uhonorował Alberta Lattuadę Orderem Zasługi Republiki Włoskiej w klasie I: Kawaler Krzyża Wielkiego (Cavaliere di Gran Croce).

## Filmografia[a]

### Film fabularny
| Rok  | Tytuł polski                  | Tytuł oryginalny                                   |
| ---- | ----------------------------- | -------------------------------------------------- |
| 1943 | Jakub idealista               | Giacomo l'idealista                                |
| 1943 |                               | La freccia nel fianco)                             |
| 1945 |                               | La nostra guerra)                                  |
| 1946 | 'Bandyta                      | Il bandito                                         |
| 1947 | Zbrodnia Giovanniego Episcopo | Il delitto di Giovanni Episcopo                    |
| 1948 | Bez litości                   | Senza pietà                                        |
| 1949 | Młyn na Padzie                | Il mulino del Po                                   |
| 1950 | Światła variété               | Luci del varietà                                   |
| 1951 | Anna                          | Anna                                               |
| 1952 | Płaszcz                       | Il cappotto                                        |
| 1953 | Wilczyca                      | La lupa                                            |
| 1953 | Miłość w mieście              | L'amore in città, epizod Gli italiani si voltano   |
| 1954 | Na plaży                      | La spiaggia                                        |
| 1954 | Szkoła podstawowa             | Scuola elementare                                  |
| 1957 | Guendalina                    | Guendalina                                         |
| 1958 | Burza nad stepem              | La tempesta                                        |
| 1960 | Słodkie kłamstwa              | Dolci inganni                                      |
| 1960 | Listy nowicjuszki             | Lettere di una novizia                             |
| 1961 | Uprowadzenie                  | L'imprevisto                                       |
| 1962 | Człowiek mafii                | Mafioso                                            |
| 1962 | Step                          | La steppa                                          |
| 1965 | Mandragora                    | La mandragola                                      |
| 1966 |                               | Matchless                                          |
| 1967 |                               | Don Giovanni in Sicilia                            |
| 1968 | Fräulein Doktor               | Fräulein Doktor                                    |
| 1969 | Przyjaciółka                  | L'amica                                            |
| 1970 | Przyjdź do nas na kawę        | Venga a prendere il caffè da noi                   |
| 1972 | Białe, czerwone i...          | Bianco, rosso e...                                 |
| 1973 |                               | Sono stato io!                                     |
| 1974 |                               | Le farò da padre                                   |
| 1976 | Psie serce                    | Cuore di cane                                      |
| 1976 |                               | Oh, Serafina!                                      |
| 1978 | Bądź, jaka jesteś             | Così come sei                                      |
| 1980 | Konik polny                   | La cicala                                          |
| 1981 |                               | Nudo di donna                                      |
| 1986 | Cierń w sercu                 | Una spina nel cuore                                |
| 1989 |                               | 12 registi per 12 città, odcinek Genova (dokument) |

### Film telewizyjny
| Rok  | Tytuł polski     | Tytuł oryginalny   |
| ---- | ---------------- | ------------------ |
| 1985 | Krzysztof Kolumb | Cristoforo Colombo |
| 1987 |                  | Due fratelli       |
| 1989 |                  | Mano rubata        |